# Medcezir
Medcezir é uma telenovela turca produzida pela Ay Yapım, baseada na norte-americana The O.C. de Josh Schwartz. Conta a história de um grupo de adolescentes e das suas famílias que vivem em Altınkoy, em Istambul, na Turquia. Criada por Ece Yörenç, a série foi para o ar a primeira vez a 13 de setembro de 2013.

## Enredo
Yaman é um jovem que vive com sua mãe, irmão e padrasto em Tozludere, um bairro pobre de Istambul. Ele se destaca por ser um jovem lutador, trabalhador e honesto. No entanto, um dia ele é preso porque seu irmão Kenan roubou um carro em um posto de gasolina. Devido a este incidente, conheça o bem sucedido advogado Selim Serez. Selim vê no jovem um grande potencial que não pode ser desperdiçado e, por esse motivo, ele se oferece para morar com ele e sua família.
No início, Yaman não leva essa proposta a sério, mas acaba aceitando quando é expulso de sua casa. Selim torna-se seu benfeitor, pedindo ao jovem que termine seus estudos e alcance seus objetivos na vida. O caminho de Yaman não será tão fácil quanto parece; ele terá que carregar seu passado e viver em um mundo desconhecido.

## Elenco e personagens

### Elenco principal
| Ator             | Personagem       | Temporada | Temporada |
| Ator             | Personagem       | 1         | 2         |
| ---------------- | ---------------- | --------- | --------- |
| Çağatay Ulusoy   | Yaman Koper      | Principal | Principal |
| Serenay Sarıkaya | Mira Beylice     | Principal | Principal |
| Barış Falay      | Selim Serez      | Principal | Principal |
| Mine Tugay       | Ender Kaya Serez | Principal |           |
| Taner Ölmez      | Mert Serez       | Principal | Principal |
| Hazar Ergüçlü    | Eylül Buluter    | Principal | Principal |

### Recorrente
| Ator                | Personagem                      | Temporada  | Temporada  |
| Ator                | Personagem                      | 1          | 2          |
| ------------------- | ------------------------------- | ---------- | ---------- |
| Şebnem Dönmez       | Asude "Sude" Beylice/ Sude Kaya | Recorrente | Recorrente |
| Defne Kayalar       | Sedef Kaya                      | Recorrente | Recorrente |
| Murat Aygen         | Faruk Beylice                   | Recorrente | Recorrente |
| Miray Daner         | Beren Beylice                   | Recorrente | Recorrente |
| Can Gürzap          | Asım Şekip Kaya                 | Recorrente | Recorrente |
| Metin Akdülger      | Orkun Civanoğlu                 | Recorrente | Recorrente |
| Ali Aksöz           | Kenan Koper                     | Recorrente | Recorrente |
| Meriç Aral          | Hale                            | Recorrente | Recorrente |
| Ecem Akbin          | Tuğçe                           | Recorrente | Recorrente |
| Ezgi Sözüer         | Eda                             | Recorrente | Recorrente |
| Batuhan Ekşi        | Doruk                           | Recorrente | Recorrente |
| Batuhan Begimgil    | Burak                           | Recorrente | Recorrente |
| Hare Sürel          | Leyla                           | Recorrente | Recorrente |
| Mert Tanık          | Barış Buluter                   | Recorrente | Recorrente |
| Nihan Aslı Elmas    | Gamze                           | Recorrente | Recorrente |
| Cenk Kangöz         | Hasan                           | Recorrente | Recorrente |
| Sibel Taşçıoğlu     | Nevin Koper                     | Recorrente | Recorrente |
| Serhat Parıl        | Giray                           | Recorrente | Recorrente |
| Pınar Tuncegil      | Ayşe                            | Recorrente | Recorrente |
| Kürşat Alnıaçık     | Nadir Baktıroğlu/Turunç Nadir   | Recorrente | Recorrente |
| Berk Erçer          | Sinan Enveroğlu                 | Recorrente | Recorrente |
| Saim Karakale       | Tan Çakmaklı                    | Recorrente |            |
| Ayşe Melike Çerçi   | Reyhan Arsen                    | Recorrente |            |
| Özge Gürel          | Ada                             | Recorrente |            |
| Barış Aplaykut      | Uzay Tezkan                     |            | Recorrente |
| Aybüke Pusat        | Elif                            |            | Recorrente |
| Aslı Orcan          | Deniz Yekeli                    |            | Recorrente |
| Burak Deniz         | Aras                            |            | Recorrente |
| Turhan Cihan Şimşek | Ali                             |            | Recorrente |
| Nurcan Eren         | Süreyya                         |            | Recorrente |
| Gözde Kansu         | Olcay                           |            | Recorrente |
| Çağla Demir         | Ceren                           |            | Recorrente |
| Nihat Altınkaya     | Kaan Mavideniz                  |            | Recorrente |

## Visão geral da série
| Temporada | Temporada | Episódios | Episódios | Exibição original      | Exibição original   |
| Temporada | Temporada | Episódios | Episódios | Estreia da temporada   | Final da temporada  |
| --------- | --------- | --------- | --------- | ---------------------- | ------------------- |
|           | 1         | 38        | 38        | 13 de setembro de 2013 | 13 de junho de 2014 |
|           | 2         | 39        | 39        | 12 de setembro de 2014 | 12 de junho de 2015 |

## Transmissão internacional
Medcezir ganhou muita popularidade entre os países turcos (especialmente no Azerbaijão), o Irã (especialmente o Azerbaijão iraniano), os Bálcãs, a América Latina (especialmente o Chile, onde tem sido um sucesso completo) e os países árabes. Na Bulgária, a série ocupa o segundo lugar em setembro de 2015, com quase um milhão de telespectadores e é a série mais assistida no país.
| País                   | Emissora     | Título local               | Data de estreia                           | Horário     |
| ---------------------- | ------------ | -------------------------- | ----------------------------------------- | ----------- |
| Chipre do Norte        | Star TV      | Medcezir                   | 13 de setembro de 2013                    | 20:00       |
| Paquistão              | Urdu 1       | Aashiyana Meri Mohabbat Ka | 25 de novembro de 2014                    | 22:00       |
| Roménia                | Kanal D      | Yaman                      | 12 de dezembro de 2014                    | 20:00       |
| Emirados Árabes Unidos | OSN          | مد جزر                     | 2 de fevereiro de 2015                    |             |
| Letônia                | LNT          | Paisums                    | 9 de maio de 2015                         | 17:10       |
| Geórgia                | Imedi TV     | გზაჯვარედინი               | 8 de junho de 2015                        | 10:00       |
| Bulgária               | bTV bTV Lady | Кварталът на богатите      | 7 de julho de 2015 6 de fevereiro de 2017 | 20:00 21:00 |
| Afeganistão            | Jawan TV     | —                          | 2015                                      | 19:30       |
| Chile                  | Mega         | Medcezir                   | 20 de abril de 2016                       | 22:30 23:30 |
| Lituânia               | TV8          | Gyvenimo bangos            | 10 de junho de 2016                       | 18:00       |
| Croácia                | TV Doma      | Plima i Oseka              | 12 de setembro de 2016                    | 16:50       |
| Estados Unidos         | Pasiones     | Medcezir                   | 6 de fevereiro de 2017                    | 19:00       |
| Argentina              | Canal 13     | Medcezir                   | 7 de fevereiro de 2017                    | 22:30       |
| Uruguai                | Teledoce     | Medcezir                   | 6 de março de 2017                        | 23:30       |
| Colômbia               | Caracol TV   | Medcezir                   | 28 de maio de 2017                        | 15:30       |